# Martiri di Valenciennes
Le martiri di Valenciennes sono un gruppo di undici religiose del monastero delle orsoline di Valenciennes, ghigliottinate dai rivoluzionari nell'ottobre del 1794: furono beatificate da papa Benedetto XV nel 1920.
La capofila del gruppo è madre Maria Clotilde Angela di San Francesco Borgia (al secolo Clotilde-Joseph Paillot), superiora del monastero; assieme alle orsoline, salirono al patibolo due brigidine e una clarissa urbanista che si erano ritirate tra le orsoline dopo lo scoppio della Rivoluzione.

## Storia
Le vicende che portarono al martirio delle orsoline di Valenciennes ebbero inizio il 30 settembre 1790, quando i commissari della municipalità di Valenciennes, in applicazione del decreto della costituente, si presentarono al monastero per fare l'inventario dei beni e chiedere alle religiose se volessero perseverare nella loro vocazione: la risposta delle 32 monache fu unanimemente positiva.
La comunità continuò a esistere pacificamente fino al 13 settembre 1792, quando le truppe della prima coalizione antifrancese cinsero d'assedio Valenciennes e il monastero fu requisito dai difensori della città. Le monache si rifugiarono temporaneamente presso le loro consorelle di Mons e poterono fare ritorno nel loro monastero l'11 novembre 1793, dopo l'evacuazione delle truppe rivoluzionarie e l'occupazione della città da parte degli austriaci.
Dopo la vittoria francese a Fleurus, il 26 agosto 1794 gli austriaci lasciarono Valenciennes; la città fu ripresa dai rivoluzionari e il 1º settembre il rappresentante della convenzione, Jean-Baptiste Lacoste, ordinò l'arresto delle religiose.
Nonostante il colpo di stato del 9 termidoro (27 luglio 1794) avesse messo fine al periodo del terrore, Lacoste fece erigere la ghigliottina e organizzare un tribunale rivoluzionario.
Il 17 ottobre 1794 comparvero davanti ai giudici le prime religiose:
- Louise-Joseph Vanot (Maria Natalia Giuseppe di San Luigi), religiosa professa dell'Ordine di Sant'Orsola nel monastero di Valenciennes, nata il 12 giugno 1728 a Valenciennes;
- Jeanne-Reine Prin (Maria Lorenzina Giuseppe Regina di Santo Stanislao), religiosa professa dell'Ordine di Sant'Orsola nel monastero di Valenciennes, nata il 9 luglio 1747 a Valenciennes;
- Hyacinthe-Augustine-Gabrielle Bourla (Maria Orsola Giuseppe di San Bernardino), religiosa professa dell'Ordine di Sant'Orsola nel monastero di Valenciennes, nata il 6 ottobre 1746  a Condé;
- Marie-Geneviève-Joseph Ducrez (Maria Luigia Giuseppe di San Francesco), religiosa professa dell'Ordine di Sant'Orsola nel monastero di Valenciennes, nata il 27 settembre 1756 a Condé;
- Marie-Madeleine-Joseph Déjardins (Maria Agostina Giuseppa del Sacro Cuore di Gesù), religiosa professa dell'Ordine di Sant'Orsola nel monastero di Valenciennes, nata l'11 giugno 1760 a Cambrai.

Condannate a morte, furono mandate alla ghigliottina il giorno stesso.
Il secondo gruppo di religiose salì al patibolo il 23 ottobre 1794:
- Clotilde-Joseph Paillot (Maria Clotilde Giuseppe di San Francesco Borgia), religiosa professa dell'Ordine di Sant'Orsola nel monastero di Valenciennes, nata il 25 novembre 1739 a Bavay;
- Marie-Marguerite-Joseph Leroux (Maria Scolastica Giuseppe di San Giacomo), religiosa professa dell'Ordine di Sant'Orsola nel monastero di Valenciennes, nata il 14 luglio 1749 a Cambrai;
- Anne-Joseph Leroux (Maria Giuseppina), religiosa professa dell'Ordine di Santa Chiara nel monastero urbanista di Valenciennes (passata tra le Orsoline dopo la Rivoluzione), nata il 23 gennaio 1747 a Cambrai;
- Marie-Liévine Lacroix (Maria Francesca), religiosa professa dell'Ordine del Santissimo Salvatore di Santa Brigida nel monastero di Valenciennes (passata tra le Orsoline dopo la Rivoluzione), nata il 24 marzo 1753 a Pont-sur-Sambre;
- Marie-Augustine Erraux (Anna Maria Giuseppa), religiosa professa dell'Ordine del Santissimo Salvatore di Santa Brigida nel monastero di Valenciennes (passata tra le Orsoline dopo la Rivoluzione), nata il 20 ottobre 1762 a Pont-sur-Sambre;
- Jeanne-Louise Barré (Maria Cordola Giuseppe di San Domenico), religiosa professa dell'Ordine di Sant'Orsola nel monastero di Valenciennes, nata il 23 aprile 1750 a Sailly-en-Ostrevent.

## Culto
La causa fu introdotta il 29 maggio 1907 e il 6 luglio 1919 venne riconosciuto il martirio delle religiose.
Le 11 martiri di Valenciennes furono beatificate da papa Benedetto XV il 29 febbraio 1920, insieme alle 4 martiri delle Figlie della Carità di Arras.
L'elogio della beata Maria Natalia di San Luigi e delle quattro compagne si legge nel Martirologio romano al 17 ottobre; quello della beata Maria Clotilde di San Francesco Borgia e delle cinque compagne al 23 ottobre.